# Pháo đài Gagron
Pháo đài Gagron (Hindi: गागरोन का किला) nằm ở quận Jhalawar của Rajasthan, thuộc vùng Hadoti của Ấn Độ. Đây là một ví dụ về đồi và pháo đài nước.

## Bảo tồn
Sáu pháo đài của Rajasthan gồm pháo đài Gagron, pháo đài Amer, pháo đài Chittor, pháo đài Jaisalmer, pháo đài Kumbhal và pháo đài Ranthambore được đưa vào danh sách Di sản thế giới của UNESCO trong cuộc họp lần thứ 37 của Ủy ban Di sản Thế giới ở Phnôm Pênh, Campuchia vào tháng 6 năm 2013. Chúng đã được công nhận là một di sản văn hoá và các ví dụ về kiến trúc đồi quân sự Rajput.
Một lăng mộ của Sufi Saint Mitthe Shah bên ngoài pháo đài là địa điểm tổ chức một hội chợ đầy màu sắc được tổ chức hàng năm trong tháng Moharram. Ngoài ra còn có một tu viện Thánh Pipaji.